# Бегенов, Мади Кайбиевич
Мади (Меди) Кайбиевич Бегенов (1916—1943) — сержант Рабоче-крестьянской Красной Армии, участник советско-финской и Великой Отечественной войн, Герой Советского Союза (1944).

## Биография
Родился в 1916 году в песках Сам Мангышлакского уезда, ныне Мангистауской области Казахстана.
Во времена Голодомора в 1931—1932 годы, как и многие другие казахи, вынуждены были откочевать в Туркмению, откуда и был направлен на фронт. Бегенов Мади из рода Әли племени Адайцев. После окончания курсов ликбеза работал бригадиром на руднике Джебел в Туркменской ССР. В 1938 году Бегенов был призван на службу в Рабоче-крестьянской Красной Армии. Участвовал в советско-финской войне. В 1940 году был демобилизован. Повторно призван в 1942 году. С декабря 1942 года — на фронтах Великой Отечественной войны. В 1943 году вступил в ВКП(б). К сентябрю 1943 года сержант Бегенов командовал отделением 619-го стрелкового полка 203-й стрелковой дивизии 12-й армии 3-го Украинского фронта. Отличился во время битвы за Днепр.
25 октября 1943 года, во время форсирования Днепра у Запорожья в ходе отражения контратак противника ему удалось определить местонахождение пулемётной точки. Корректируя огонь артиллерии, Бегенов передал её координаты, что помогло подавить пулемёт. В ходе дальнейшего продвижения вперёд своего подразделения Бегенов одним из первых ворвался в траншею противника, лично уничтожив несколько немецких солдат. Прорвавшись во вторую линию немецкой обороны, Бегенов увлёк за собой бойцов, что способствовало продвижению вперёд всей роты.
1 ноября 1943 года сержант Бегенов погиб в бою. Похоронен в братской могиле в Запорожье, у ДнепроГЭС.
Указом Президиума Верховного Совета СССР от 19 марта 1944 года сержант Мади Бегенов был удостоен высокого звания Героя Советского Союза с вручением ордена Ленина и медали «Золотая Звезда».
Был также награждён орденом Красной Звезды.